# 列車位置検知技術
列車位置検知技術（れっしゃいちけんちぎじゅつ）では、鉄道において列車や車両の現在位置を検知する技術について説明する。

## 概要
列車の現在位置を検出する目的としては、大きく分けて3種類ある。必要とされる精度やコスト、路線の状況などに応じて各種の検知技術が用いられている。

### 信号保安
列車の現在位置に応じて閉塞装置や連動装置などの信号保安装置を動作させて、列車の運行の安全を守るために用いられる。列車が存在するのに検知に失敗すると重大な衝突事故を招く結果となるため、列車の検知失敗の確率を極力低くしなければならない。位置検知の精度に関しては、列車の運行密度が高い線区では細かく検知することで閉塞長を短くするということが行われる。

### 運行管理
運転指令所や信号扱所において、列車の現在位置を把握することで運行管理に役立てる。平常通り列車が運行されている時には、検知された現在位置に応じて自動進路制御装置により信号機と転轍機を操作して自動的に運行管理を行うことができる。列車の運行が乱れて運転整理を実施する時には、どの列車がどの程度遅れているかを運転指令員が把握して、それに応じて指令を行うので、この際にも列車の位置情報が必要とされる。

### 案内
旅客や荷主に対する案内にも列車位置情報が用いられる。駅において、列車が接近してきたことを案内表示や放送で知らせるために用いられている。またウェブサイトや電子メールを利用した運行情報案内でも用いられる。貨物列車の荷主に対してもサプライチェーン・マネジメントの関係から輸送中の貨物の現在位置情報を提供していることがあり、貨物をどの列車に搭載しているかを管理するシステムと、列車の現在位置を検知するシステムを組み合わせることで実現されている。案内目的では、保安目的ほど高い精度の要求はされない。
以下、各種の列車位置検知技術について説明する。

## 目視
列車の位置を人間が目視で確認するというのが、もっとも初期に用いられた簡単な列車位置検知方式である。19世紀始めに鉄道が実用化された時には、技術的な問題から他に方法がなく、列車の運行は全て目視に頼って行われていた。しかしながら、人間の勘違い、見落としによる検知ミスが多発することや、他の装置と組み合わせた運行の自動化に適さないこと、悪天候時や夜間の検知精度の限界、さらには多数の人間を配置することによる人件費の問題などもあって、機械によって自動的に検知する方式が開発されることになった。

## 軌道回路
現在世界的に多くの鉄道で用いられている列車位置検知技術が、19世紀末にアメリカ合衆国で発明された軌道回路である。2本のレールに信号電流を流しておき、列車がその区間に進入すると車軸によって両方のレールが短絡されて信号電流がリレーに流れなくなることによって列車の位置を検知する。位置の検知精度は、線路をどれほど細かく区切って軌道回路を設置するかに依存している。
長所としては、たとえ停電して一時的に機能しなくなっても、電源が回復すれば再び線路の短絡状況によりすぐに列車の現在位置を確定できるということがある。また保安目的では、線路が破損しても列車が検知されたのと同じ状態になるため安全である。列車の連結が外れて区間内に車両が残留してしまった場合でも、軌道回路は車両を検知し続けるのでこれも安全に寄与する。
短所としては、多くの地上設備を設置して検知する方式であるためコストが掛かるという点がある。また、線路や列車の条件に応じて細かく感度を調節しメンテナンスしなければならず、これにもコストが嵩む。両方の車輪が電気的に絶縁されている車両は検知することができない。レール表面の錆などにより検知に失敗することもある。区間ごとの検知であるため速度照査のように連続的に位置情報を必要とする目的には使うことができない。また列車の進行方向も検出することができないが、これは隣接する軌道回路の情報と合わせることで克服することができる。

## トレッドル
トレッドルは、列車の車輪を機械的に、あるいは電気的に検知する装置である。機械的なものは、車輪のフランジで押し下げられて動作する。電気的なものは電磁界の変化を検知するものなどがある。
トレッドルはある一点での列車の存在を検知するものであり、軌道回路のようにある区間で検知するためには後述する車軸カウンタのように組み合わせて用いる必要がある。また機械的に動作するものでは、故障しがちでメンテナンスの手間が掛かる。

## 車軸カウンタ
車軸カウンタは、ある区間の両端にトレッドルを取り付けておき、区間に進入する車軸をカウンタで数えておいて、それと同じ数だけ車軸が区間から出て行くことを検知するまでは区間内に列車が存在すると判定する装置である。位置の検知精度が線路の区切り方に依存するのは軌道回路と同じであり、使われ方も軌道回路に類似している。
長所としては、電気抵抗に依存していないので軌道回路ほど調整する手間がない。湿っていて常時短絡してしまうような場所でも使用することができる。
短所としては、軌道回路と同様に多くの地上設備を必要とする方式であるということがある。また軌道回路にない欠点として、停電して車軸通過数の記録が一旦消えてしまうと、電源が回復しても列車の在線状態を確定することができなくなり、リセットの操作が必要となるが、ここに人間のミスが入り込む危険性が存在する。
様々な点で軌道回路との違いはあるが、おおむね軌道回路と置き換えることができる似通った方式で、その特徴にも共通する点が多い。

## チェックイン・チェックアウト方式
モノレールや新交通システムなどでは、コンクリートの桁を使っているため軌道回路を利用することができない。このためチェックイン・チェックアウト方式が用いられている。これは車両側に特定の電波を発信する装置を設けておき、地上側でこれを検知するものである。車軸カウンタでトレッドルを用いている部分を電波による検知に置き換えた方式であり、ある区間の両端に検知装置を置いておき、車両の進入と進出をカウンタで数えるようになっている。車両の先頭側と末尾側で異なる周波数を送信するようにしておき、地上側ではこれにより区間への進入と区間からの進出を区別できるようになっている。特徴としては車軸カウンタとほぼ同じである。

## トロリーコンタクター
架線にスイッチを取り付けて、パンタグラフやそれに類する集電装置でこれを叩くことで列車の通過を検知する装置である。主に路面電車の分岐器や信号機の制御目的で利用されている。トレッドルを架線側に取り付けたものと見ることができる。

## 交差誘導線
線路の間にループコイルを敷設し、それを一定間隔でループ巻き方向が反転するようにねじっておく。これに対して車両側に設置した発信機で特定周波数の電波を送信すると、ループコイルに誘導電流が流れ、ループ巻き方向の反転箇所を通過するたびに誘導電流の極性が反転する。この極性反転の数を最初からカウントしていくことで、列車の現在位置を確定することができるというのが交差誘導線である。交差誘導線による位置検知精度は、ループの巻き方向を反転する間隔に依存しており、必要とされる精度に応じて敷設される。精度を数cmまで細かくすることもできるが、細かくするほど敷設に要する費用が嵩む。
超電導リニアでは、軌道側の推進コイルの極性を制御するために交差誘導線を用いており、高い精度での位置検知を行っている。またドイツで開発された自動列車保安装置であるLZB（Linienzugbeeinflussung）でも、列車位置検知に交差誘導線を使用しているが、こちらではそれほどの高い精度は必要とされていないため100メートルほどの間隔でループを巻いている。
交差誘導線はコイルの敷設に高い精度が必要とされ、コストもかなり嵩むものとなっている。

## 速度発電機
速度発電機（タコジェネレータ）は、車軸の回転速度（回転回数）を計測する装置である。これにより計測した回転数に車輪の円周長を掛けると移動距離を計算することができ、初期位置が与えられていればこれは絶対位置情報となる。ただし、厳密な絶対位置情報を得るためには、分岐器がある場所ではどちら方向に線路が開通しているかの情報を外部から与えられる必要があり、また線路の配置に関する情報のデータベースを保持しておく必要がある。
ATS-Pのように地上子から送られる情報に用いて速度制限を掛ける保安装置では、絶対位置情報ではなく地上子の位置からの相対距離に基づいて動作すれば十分であるので、初期位置や配線データベースなどの情報は必要ではない。一方で、ATACSやETCSのように無線を用いて制御するシステムでは、車上で計測した位置情報を無線で地上に送信して、他の列車との間隔制御や連動装置の動作、踏切の警報機の制御などに利用するため、絶対位置情報が必要となる。なお、ATS-P区間では速度照査の目的にのみ位置情報を使用しており、閉塞や信号機の制御のためには通常通り軌道回路が使用されている。
長所としては、地上に設備を必要とせず車上に簡単な装置を設置するだけで済むのでコストが安く、連続的に位置を検知することができて様々な制御への応用が可能であるという点が挙げられる。
一方短所としては、車輪の空転や滑走、あるいは車輪径の変化によって誤差が発生し、それが累積していくことによって列車位置の検知誤差が大きくなっていくことがあげられる。これを定期的にリセットするために、地上側に位置情報更正用地上子を設置することが多い。空転や滑走の補正論理を組み込むこともある。また地上に送信して制御に利用するためには、信頼できる地車間通信手段が必要である。

## 衛星測位
アメリカのグローバル・ポジショニング・システム（GPS）やヨーロッパのガリレオ、ロシアのGLONASSなど、様々な衛星測位システムが使用され、または計画されている。こうしたシステムでは安価な装置で容易に絶対位置情報が得られるため、航空機や船舶の航法装置や自動車のカーナビゲーションシステムなどに広く利用されている。こうした衛星測位情報を鉄道の位置検知に利用することが研究されている。
しかし、2008年現在信号保安の目的では衛星測位を利用したものは実用化されていない。これは、衛星測位では山間部やトンネルなど位置情報が得られなくなる区間の対策が難しいことと、何より移動体における測位精度が信号保安を実現するためには不十分であることがあるためである。複線区間や駅構内で、隣同士の線路のどちらを走っているかを正確に認識できなければ信号保安への利用は不可能であるが、移動体測位の精度はまだ標準的な複線間隔を識別できるレベルにはなっていない。これらの問題が解決できれば非常に安いコストで列車位置検知ができるため、将来的に有望な技術である。
日本においても準天頂衛星システムの実現を想定した路面電車の位置測定技術などの実験が行われている。